# Suhopolje
Suhopolje er en landsby og en kommune med samme navn i distriktet Virovitica-Podravina i regionen Slavonien i Kroatien. Den ligger på de nordlige skråninger af Bilogora-bjerget i Podravina-området (Dravadalen), 10 km sydøst for Virovitica i en højde af 118 moh. Suhopolje kommune har et indbyggertal på 6.683, med 2.696 mennesker i selve Suhopolje og resten i en række omkringliggende landsbyer.

## Navnet
Navnet Suhopolje opstod første gang i 1763. Otte år senere, i 1771, blev landsbyen omdøbt til Terezovac (ungarsk: Tersovac) efter kejserinde Maria Theresa. I dag hedder den igen Suhopolje. I midten af det 18. århundrede bosatte 22 kroatiske og 29 tyske familier sig i byen.
Suhopolje er et vigtigt økonomisk og kulturelt centrum for de omkringliggende landsbyer. Den vigtigste økonomiske sektor er landbruget. Befolkningen er også involveret i kvægavl, håndværk og iværksætteri.